# 格洛克豪斯山 (維內迪傑山脈)
47°00′50″N 12°09′50″E / 47.013899°N 12.163923°E

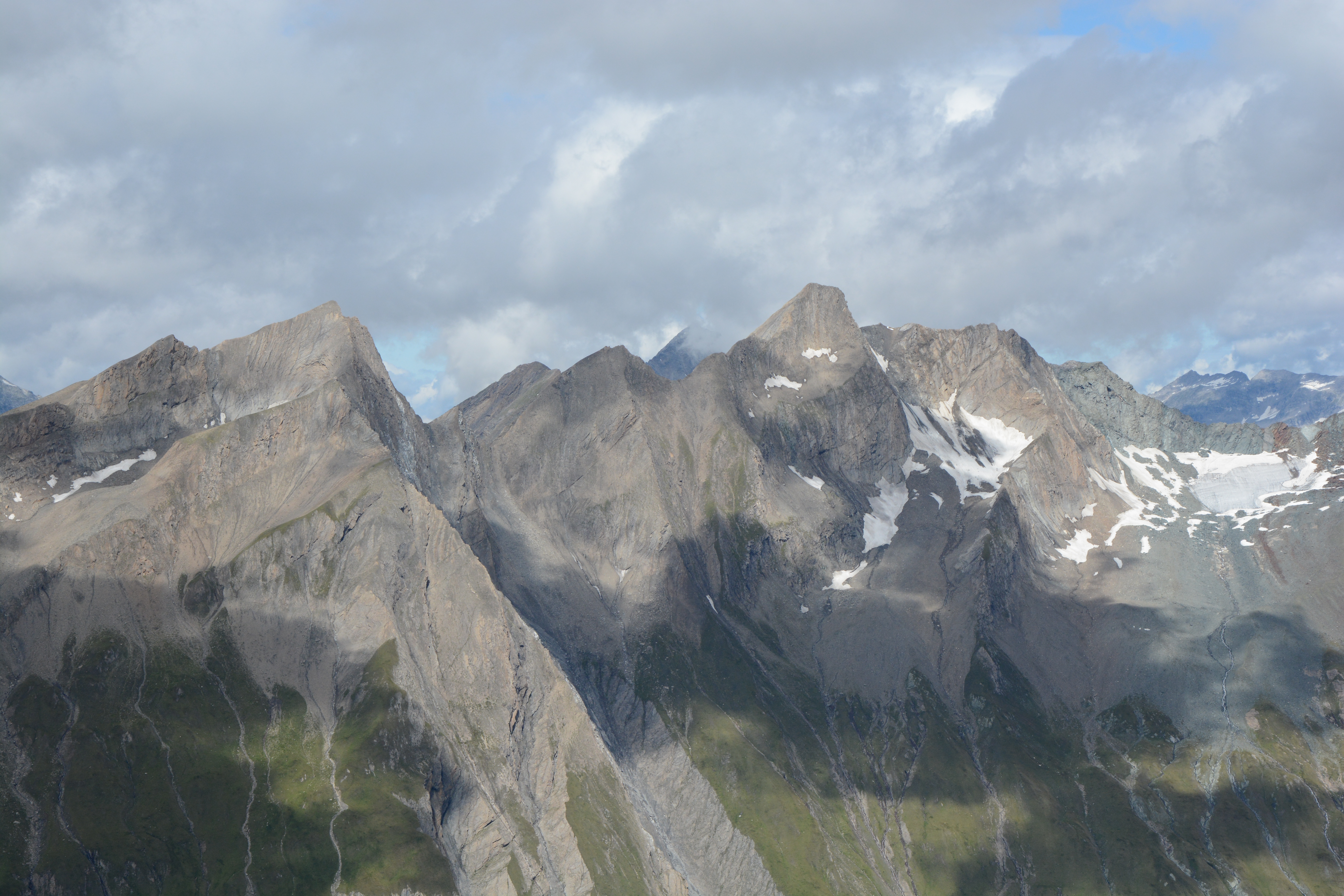

格洛克豪斯山（德語：Glockhaus），是奧地利的山峰，位於該國西部，由蒂羅爾州負責管轄，屬於維內迪傑山脈的一部分，海拔高度3,103米，人類在1882年首次登頂。